# リトアニア・バスケットボール連盟
リトアニア・バスケットボール連盟（リトアニア語: Lietuvos krepšinio federacija、略称: LKF）は、リトアニアにおけるバスケットボールを統括する連盟。130法人、18,000名の会員を統括する。

## 統括リーグおよび団体
LKFは、以下のリーグを統括する。
- リトアニア・バスケットボール・リーグ（リトアニア語: Lietuvos krepšinio lyga、略称: LKL）
1993年発足。男子1部リーグ。
- 全国バスケットボール・リーグ（リトアニア語: Nacionalinė krepšinio lyga、略称: NKL）
2005年発足。男子2部リーグ。
- 地域バスケットボール・リーグ（リトアニア語: Regionų krepšinio lyga、略称: RKL）
2005年発足。男子3部リーグ。
- リトアニア女子バスケットボール・リーグ（リトアニア語: Lietuvos moterų krepšinio lyga、略称: LMKL）
1994年発足。女子1部リーグ。
- 全国女子バスケットボール・リーグ（リトアニア語: Nacionalinė moterų krepšinio lyga、略称: NMKL）
- リトアニア女子バスケットボールAリーグ（リトアニア語: Lietuvos moterų krepšinio A lyga、略称: LMKAL）
- リトアニア学生バスケットボール・リーグ（リトアニア語: Lietuvos studentų krepšinio lyga、略称: LSKL）
1998年発足。男子および女子大学生リーグ。
- リトアニア生徒バスケットボール・リーグ（リトアニア語: Lietuvos moksleivių krepšinio lyga、略称: MKL）
2001年発足。
- リトアニア・バスケットボール・マスターズ・リーグ（リトアニア語: Lietuvos krepšinio veteranų lyga、略称: LKVL）

過去には以下のリーグも統括していた。
- リトアニア・バスケットボールAリーグ（リトアニア語: Lietuvos Krepšinio A Lyga、略称: LKAL）
1994年発足、2005年廃止。男子2部リーグ。

そのほか、リトアニア・バスケットボール審判協会（リトアニア語: Lietuvos krepšinio teisėjų asociacija）およびリトアニア・バスケットボール・トレーナー協会（リトアニア語: Lietuvos krepšinio trenerių asociacija）も統括する。また、男子バスケットボール・リトアニア代表チームなどの試合も主管する。

## FIBA
LKFは国際バスケットボール連盟 (FIBA) の会員である。1936年、リトアニア球技連合 (Lietuvos kamuolio žaidimo sąjunga) バスケットボール委員会がFIBAの会員として認められた。その後リトアニアがソ連に併合され、FIBAの会員ではなくなった。1991年、FIBAはLKFはFIBAの会員に復帰した。

## ロゴ
2010年、LKFはタダス・グタウスカスの彫刻を描いた新ロゴを採用した。

## 会長および事務局長
1991年以降、ヴラダス・ガラスタスが会長を務めた。2011年10月24日、元バスケットボール選手のアルヴィーダス・サボニスが会長に就任した。事務局長はミンダウガス・バルチューナスが留任した。2013年10月、ミンダウガス・シュポカスが事務局長に就任した。